# Maxime Vachier-Lagrave
Maxime Vachier-Lagrave (født 21. oktober 1990) er en fransk skakspiller, og blandt historiens yngste stormestre, og pt. (30. december 2021) regerende verdensmester i lynskak. Han fuldførte sin tredje og sidste stormesternorm i 2005, i en alder af 14 år og 4 måneder. I januar 2010 havde han en FIDE-rating på 2730, og er med det Frankrigs højest rangerede spiller, foran Etienne Bacrot, og nummer to på listen over verdens bedste juniorspillere. Han er blandt de højest ratede personer nogensinde.